# Norah Fontes
Norah Fontes nome artistico de Orgadina de Souza Fontes Cardoso (Porto Alegre, 17 de agosto de 1910 — Porto Alegre, 9 de outubro de 1996) foi uma atriz brasileira. É mãe do ator Régis Cardoso.

## Filmografia

### Televisão
| Ano       | Título                        | Personagem          | Notas                               |
| --------- | ----------------------------- | ------------------- | ----------------------------------- |
| 1980      | Plantão de Polícia            | —                   | Episódio: "Nos Porões da Liberdade" |
| 1979      | Os Gigantes                   | Matilde Rubião      |                                     |
| 1978      | Sinal de Alerta               | Joana               |                                     |
| 1978      | João Brasileiro, o Bom Baiano | —                   |                                     |
| 1975      | Meu Rico Português            | Mercedes            |                                     |
| 1974      | A Barba-Azul                  | Televina            |                                     |
| 1973      | Rosa-dos-Ventos               | —                   |                                     |
| 1972      | Vitória Bonelli               | Mãe Ana             |                                     |
| 1971      | Minha Doce Namorada           | Dona Anita          |                                     |
| 1970      | A Próxima Atração             | Júlia               |                                     |
| 1970      | Pigmalião 70                  | Guiomar             |                                     |
| 1969      | A Cabana do Pai Tomás         | Jéssica             |                                     |
| 1968      | Antônio Maria                 | Dona Berenice Rossi |                                     |
| 1968      | O Homem Que Sonhava Colorido  | —                   |                                     |
| 1967      | Os Rebeldes                   | —                   |                                     |
| 1967      | A Hora Marcada                | —                   |                                     |
| 1967      | Angústia de Amar              | —                   |                                     |
| 1967      | Meu Filho, Minha Vida         | Miss Mills          |                                     |
| 1967      | A Intrusa                     | —                   |                                     |
| 1966      | A Ré Misteriosa               | Deolinda            |                                     |
| 1966      | A Família Pimenta             | Avó                 |                                     |
| 1965      | Um Rosto Perdido              | Nazaré              |                                     |
| 1965      | Fatalidade                    | —                   |                                     |
| 1965      | A Outra                       | Dircília            |                                     |
| 1965      | O Cara Suja                   | Sofia               |                                     |
| 1965      | Comédia Carioca               | Norma Junqueira     |                                     |
| 1964      | O Sorriso de Helena           | Angélica            |                                     |
| 1964      | A Gata                        | Ama de Adriana      |                                     |
| 1964      | Quem Casa com Maria?          | Margarida           | [ 2 ]                               |
| 1963-1964 | Grande Teatro Tupi            | Vários personagens  |                                     |
| 1962      | A Estranha Clementine         | —                   |                                     |
| 1959      | Doce Lar Teperman             | —                   |                                     |
| 1958-1960 | TV de Comédia                 | Vários personagens  |                                     |
| 1958      | Sétimo Céu                    | —                   |                                     |
| 1958-1959 | TV Teatro                     | Vários personagens  |                                     |
| 1957      | Seu Genaro                    | —                   |                                     |
| 1957      | O Corcunda de Notre Dame      | Mãe de Quasímodo    |                                     |
| 1957      | Pequeno Mundo de D. Camilo    | —                   |                                     |
| 1956-1963 | TV de Vanguarda               | Vários personagens  |                                     |
| 1955      | Seu Pepino                    | —                   |                                     |
| 1954      | O Homem Sem Passado           | —                   |                                     |
| 1952      | Um Beijo na Sombra            | —                   |                                     |

## Cinema
| Ano  | Título                      | Personagem           |
| ---- | --------------------------- | -------------------- |
| 1949 | Quase no Céu                | —                    |
| 1958 | O Grande Momento            | Mãe de Zeca          |
| 1965 | Quatro Brasileiros em Paris | —                    |
| 1968 | Bebel, garota propaganda    | Mãe de Bebel         |
| 1968 | O Pequeno Mundo de Marcos   | Norah                |
| 1970 | Em Família                  | Aparecida            |
| 1976 | Amadas e Violentadas        | Diretora do orfanato |